# Аргей II
Аргей II (др.-греч. Ἀργαῖος Βʹ) — македонский царь, предположительно правивший около двух лет в 390—380-х годах до н. э. В историографии существует несколько противоречивых версий относительно происхождения, дат царствования и даже самого существования такого правителя. Согласно наиболее распространённым, во время завоевания Македонии иллирийцами либо олинфянами был свергнут прежний царь Аминта III и поставлен марионеточный правитель Аргей II. Через два года Аминте III с помощью фессалийцев удалось вернуть власть над Македонией.
В 359 году до н. э. Аргей был одним из основных претендентов на царский престол. Его притязания на власть поддерживали Афины. Во время сражения с Филиппом II Аргей был разбит. О его дальнейшей судьбе ничего неизвестно.

## Происхождение. Во главе Македонского царства
Происхождение Аргея достоверно неизвестно. В историографии представлено несколько версий. Имя «Аргей» существовало в ономастиконе династии македонских царей Аргеадов. В списке первых легендарных царей Аргей I наследовал Пердикке I. Историк Н. Хаммонд считал, что Аргей родился не позднее 410 года до н. э. и был одним из трёх сыновей царя Архелая. Другой историк Ю. Борза охарактеризовал реконструкцию Хаммонда как весьма противоречивую. С. Ислами считал, а А. С. Шофман допускал, что Аргей имел линкестийское происхождение.
Несколько античных источников, а именно Диодор Сицилийский и Евсевий Кесарийский, называют Аргея македонским царём, который правил два года. Косвенные свидетельства временного низложения Аминты содержатся у Порфирия и у одного из схолиастов к Эсхину. Согласно Диодору, иллирийцы захватили Македонию, свергли царя Аминту III и поставили на престол своего марионеточного правителя Аргея. По одной из версий, поддержка притязаний на власть Аргея стала официальным поводом для начала вторжения войск царя Бардила. На этом фоне восточная часть Македонии перешла под контроль Халкидского союза. Через два года Аминта с помощью дружественно настроенных фессалийцев либо спартанцев вернул себе власть над Македонией. В источниках отсутствуют сведения о каких-либо военных действиях при очередной смене власти. Возможно, Аргея покинули подкупленные иллирийцы.
В историографии существует несколько версий относительно обстоятельств восшествия на престол и дат правления Аргея II. Иллирийцы захватывали Македонию в 393/392 году до н. э. Соответственно время правления Аргея определяют 393/392—392/391 годами до н. э. Существует и другая версия о том, что он был посажен на престол не иллирийцами, а олинфянами в 385 году до н. э., которые в это время оккупировали большую часть Македонии. Возможно, было несколько завоеваний Македонии иллирийцами, во время одного из которых и пришёл к власти Аргей. Так, К. Ю. Белох и А. С. Шофман считали, что Аргея возвели на престол иллирийцы около 385 года до н. э. Д. Марч доказывал, что Аргей стал царём благодаря иллирийцам в 388/387 году до н. э.
Разбирая различные варианты интерпретации сообщений Диодора, Юджин Борза пришёл к выводу, что:
Свидетельства о царствовании Аргея чрезвычайно скудны, и попытка найти для него место в списке македонских царей — слишком сложная задача, чтобы полагаться на единственное, позднее по времени указание, присутствующее у Диодора. Интерпретации, предложенные в данной связи историками, непримиримы. Вместе с тем осторожность требует того, чтобы мы признали, что не знаем наверняка, кем был Аргей, если он вообще правил, и если правил, то когда.

## Противостояние с Филиппом II
Вновь Аргей упоминается в связи с событиями, последовавшими после гибели Пердикки III в 359 году до н. э. Историки считают вполне вероятным, что именно он, а не его тёзка стал одним из претендентов на престол. Аргея поддержали афиняне. Они были заинтересованы не так в установлении контроля над Македонией, как в подчинении их бывшей колонии Амфиполя на восточной границе македонских владений. Афиняне предполагали, что лояльный царь как минимум не будет им в этом препятствовать. Они отправили на помощь Аргею флот с тремя тысячами гоплитов под командованием стратега Мантия или Мантиаса (др.-греч. Μαντίας). Эти силы высадились у Мефоны на западном побережье Фермейского залива в 30 км от главных македонских городов Эги и Пеллы.
Македонский царь Филипп II, согласно Диодору, верно оценил помощь афинян Аргею следствием их желания вернуть Амфиполь. Филипп отозвал гарнизон из Амфиполя, который туда направил для защиты города его предшественник Пердикка III. Эти действия были благосклонно восприняты афинянами. Мантий со своим войском остался в области Мефоны, а Аргей в сопровождении наёмников и македонских изгнанников отправился к Эгам. Противники Филиппа обещали Аргею быструю сдачу города. Однако, когда он подошёл к городу и призвал горожан признать его царём, то получил отказ. Возможно, жители Эг боялись войск Филиппа, либо не верили в победу лишившегося поддержки афинян Аргея, либо власть в городе получили сторонники Филиппа II. Во время возвращения к Мефоне на отряд Аргея напал Филипп со своим войском. Армия Аргея была разбита и больше об нём ничего не известно. Аргей мог попасть в плен или быть убитым во время или после сражения. Пленных афинских наёмников Филипп отпустил и даже «возместил им все их потери». В Афины он отправил послов с предложением «заключить … военный союз и возобновить дружбу, унаследованную от отцов».